# Hoffeinsoria
Hoffeinsoria is een geslacht van wantsen uit de familie van de Miridae (blindwantsen). Het geslacht werd voor het eerst wetenschappelijk beschreven door Aleksander Herczek en Joeri Aleksandrovitsj Popov in 2012.

## Soorten
Het genus bevat de volgende soort:

- Hoffeinsoria robusta Herczek & Popov, 2012